# Rijnlandse Republiek

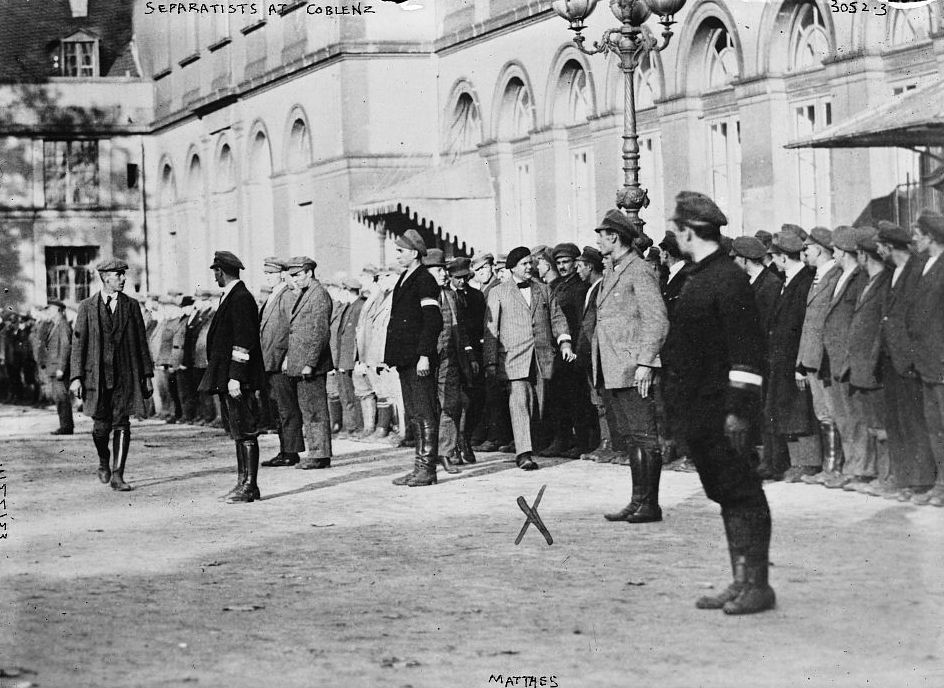
Josef Friedrich Matthes op 22 november 1923 in Koblenz

De Rijnlandse Republiek (Duits: Rheinische Republik) werd in oktober 1923 in Aken  uitgeroepen tijdens de bezetting van het Ruhrgebied door Franse en Belgische troepen tussen januari 1923 en 1925. De Rijnlandse Republiek bestond uit drie gebieden, met de namen Noord, Zuid en Ruhr, met de respectievelijke regionale hoofdsteden in Aken, Koblenz en Essen.